# La Divina Mimesis
(Piero Paolo Pasolini, La Divina Mimesis, Appunti e frammenti per il VII canto)
La Divina Mimesis è un'opera incompiuta di Pier Paolo Pasolini, pubblicata postuma nel novembre del 1975. L'opera è una riscrittura in chiave moderna della Divina Commedia e, in particolare, della prima cantica, re-immaginata da Pasolini come un inferno neocapitalistico in cui vengono puniti i peccatori della sua epoca, come i conformisti, i piccoli benpensanti, i volgari e altri ancora. Pasolini cominciò a scrivere La Divina Mimesis nel 1963 e tornò a lavorarci saltuariamente per il resto della sua vita; appunti e pagine manoscritte furono ritrovate anche nella macchina nel luogo dell'omicidio e nelle stesse tasche del cadavere dell'autore. Pasolini fu assassinato meno di un mese dopo aver consegnato il manoscritto ad Einaudi ed il testo pervenutoci è composto dalle riscritture dei primi due canti dell'Inferno e di frammenti del III, IV e VII.

## Il titolo
Il titolo dell'opera è stata una scelta editoriale, dato che Pasolini aveva lasciato appunti particolarmente confusi al riguardo. La Divina Mimesis dovrebbe essere il primo titolo concepito dall'autore, in quanto presente nelle prime copie sia manoscritte che dattiloscritte. L'opera consegnata ad Einaudi nell'ottobre del 1975 era composta da cinque pacchetti di fogli di carta: sulla copertina era stato scritto a macchina il titolo "Memorie barbariche", a cui però Pasolini aveva aggiunto di proprio pugno il titolo "Frammenti infernali". Tra gli altri possibili titoli scritti a macchina o aggiunti a mano nel resto della risma ci sono "La divina teoria", "Paradiso", "La teoria" e "La divina realtà".
Il titolo finale risponde al desiderio di Pasolini di rendere omaggio a quello che per lui fu un testo fondamentale della sua formazione: Mimesis: Il realismo nella letteratura occidentale (Mimesis: Dargestellte Wirklichkeit in der abendländischen Literatur) di Erich Auerbach, pubblicato a Berna nel 1946.

## Struttura dell'opera
In una nota del 1º novembre 1964 Pasolini illustra il piano de La Divina Mimesis. Secondo le intenzioni dell'autore, l'opera finita avrebbe dovuto presentarsi come un diario, in cui il materiale già scritto deve essere pubblicato con la sua data di composizione ed esso non verrà eliminato per fare spazio a una nuova stesura, bensì le due diverse versioni del testo coesisteranno "in un nuovo strato aggiuntivo". L'obiettivo di Pasolini era che l'opera si presentasse come una "stratificazione cronologica, un processo formale vivente [...] dove una nuova idea non cancelli la precedente, ma corregga, oppure addirittura la lasci inalterata, conservandola formalmente come documento del passaggio del pensiero". Il risultato finale, per Pasolini, avrebbe dovuto rispecchiare "la forma magmatica e la forma progressiva della realtà (che non cancella nulla, che fa coesistere il passato con il presente ecc.)”.

## Trama

### I primi due canti
Superati i quarant'anni, Pasolini entra in un periodo di crisi causato dalla disillusione politica e sociale. Mentre scala faticosamente un colle gli si parano davanti una lonza, una lupa e un leone, tutte manifestazioni dei suoi vizi e dei suoi difetti. Caduto rovinosamente a terra cercando di evitare le tre fiere, Pasolini viene soccorso da una guida: è lo stesso Pasolini, ma una precedente versione di lui, il Pasolini "poeta civile" degli anni cinquanta. Questo Pasolini-Virgilio offre al narratore di fargli da guida nell'Inferno neocapitalista e i due si incamminano. Il Pasolini-narratore guarda con durezza ma anche compassione questa versione precedente di sé, il simbolo del fallimento della sua opera politica, sociale e letteraria.

### I frammenti
- Canto III. Al posto degli Ignavi, Pasolini incontra "quelli che hanno eletto a proprio ideale una condizione peraltro inevitabile: l’anonimato". Costoro in vita scelsero di essere come chiunque e vollero essere come tutti. Ma il Pasolini-Virgilio ammonisce il suo compagno ricordandogli che la loro scelta non è una condizione di innocenza: anche molti partigiani, ad esempio, erano ragazzi e ragazze come tutti, ma fecero delle scelte coraggiose per un fine più alto. Le persone punite in questo cerchio, invece, “hanno fatto della loro condizione di uguaglianza e di mancanza di singolarità una fede e una ragione di vita: sono stati i moralisti del dovere di essere come tutti”. Tutte queste anime corrono incessantemente dietro a una bandiera che, il Pasolini-narratore si accorge, altro non è che uno straccio su cui è disegnato uno "stronzo".
- Canto IV. Al posto del "nobile castello" dantesco, i due Pasolini arrivano a una villa settecentesca in stile boemo, dove incontrano un gran numero di poeti dell'Europa dell'Est. Pasolini-narratore riflette sulla differenza con i poeti italiani che, a differenza dei primi, sono costretti a scrivere nei ritagli di tempo e a fare altri lavori per mantenersi. Qui Pasolini incontra anche Arthur Rimbaud, un poeta che aveva tanto amato durante l'adolescenza.
- Canto VII. Qui sono puniti i conformisti, molti dei quali sono donne, e la loro punizione non è fisica né psicologica: il loro unico vero castigo è essere là.

### LaNota dell'editore
In appendice ai frammenti Pasolini inserisce una nota dell'editore scritta in terza persona da un ipotetico editore di fantasia che decide di pubblicare l'opera incompiuta in base agli appunti e i frammenti lasciati dall'autore in forma postuma in quanto - si afferma - «egli è morto, ucciso a colpi di bastone, a Palermo, l'anno scorso.» quasi predicendo per tragica casualità il vero destino di Pasolini.
Il riferimento alla morte a Palermo nel 1963, rimanda simbolicamente alla nascita, proprio a Palermo nel 1963, di un gruppo di poeti di neoavanguardia (il Gruppo 63), che attaccò fortemente la poetica di Pasolini (e non solo), giudicandola ormai superata.

### L'Iconografia ingiallita
In conclusione all'opera Pasolini inserisce un apparato fotografico di venticinque foto per un "poema fotografico" integrativo al poema scritto, tra queste, immagini di luoghi e momenti della vita di Pasolini, di suoi amici e colleghi e sequenze tratte da comizi comunisti e della rivolta di Reggio Emilia del 1960 contro il governo Tambroni (conclusasi con cinque morti) da cui anche l'immagine usata in copertina per la prima edizione.

## Edizioni
- La Divina Mimesis, Einaudi, Torino 1975; Nuova ed. con una nota introduttiva di Walter Siti, Einaudi, 1993.